# Bedotia sp. nov. 'Garassa'
Bedotia sp. nov. 'Garassa' là một loài cá thuộc họ Bedotiidae. Đây là loài đặc hữu của Madagascar. Môi trường sống tự nhiên của chúng là sông ngòi.